# 분동

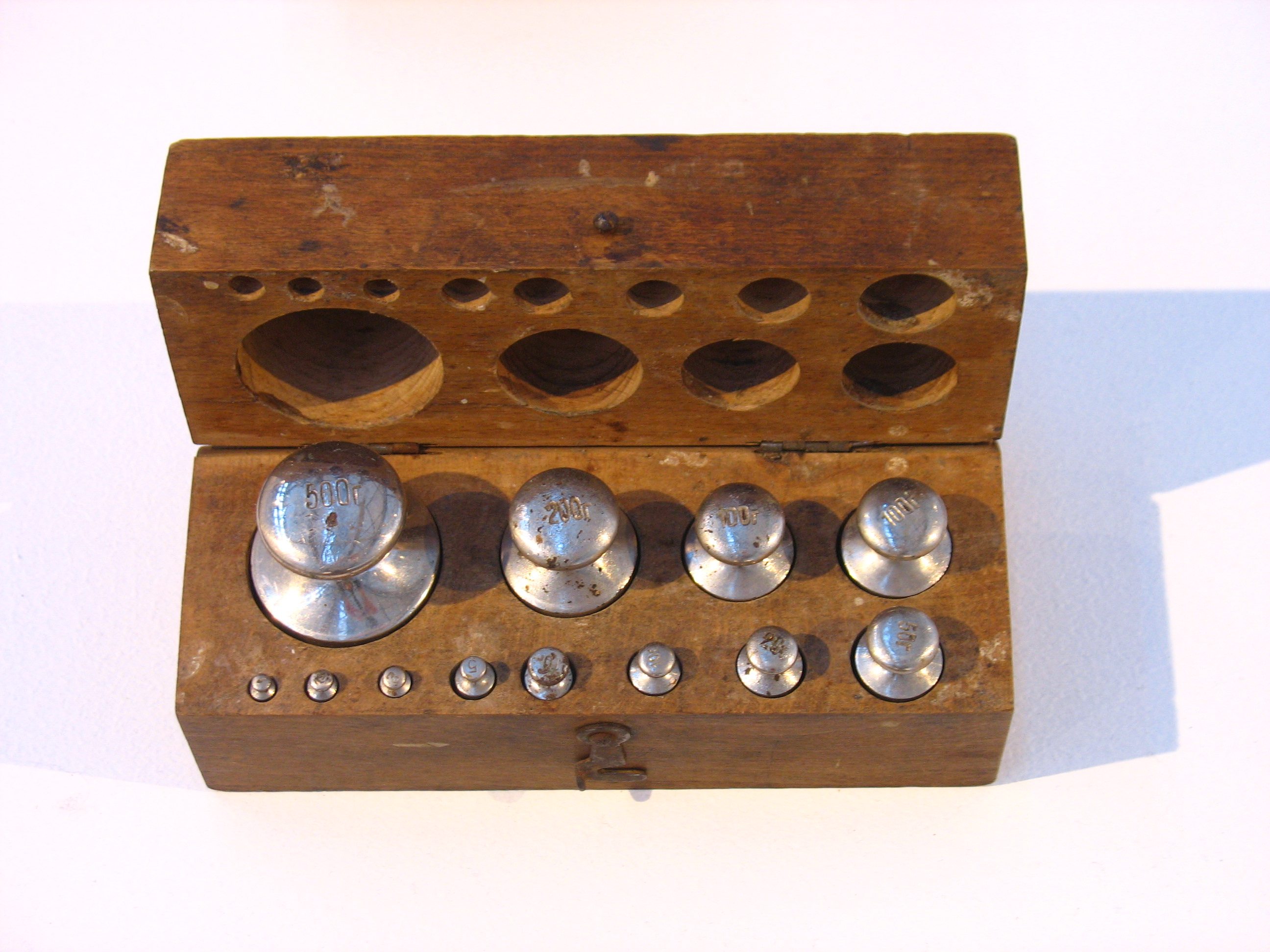
윗접시저울용 분동.

분동(分銅, weights for balances)은 금속 덩어리를 원주형 등의 형태로 만든 것이다. 용도는 다음과 같다.
1. 천칭에 질량을 달기 위해 사용되는 질량기준. 분동 질량의 기준은 킬로그램 원기이다.
2. 일본사에서, 막부 및 유력 다이묘가 유사시에 대비해 금괴를 쪼개 주조하여 다시 저장한 것
3. 쇄겸 등과 결합해 무기화(쇄분동 등)

## 같이 보기
- 쇄분동